# Арсеніо Гол
Арсеніо Гол (англ. Arsenio Hall; нар. 12 лютого 1956) — американський актор кіно і телебачення, комік, телеведучий власного шоу «Шоу Арсеніо Хола» (з 1989 по 1994 рік, відновило мовлення у вересні 2013 року).

## Життєпис
Народився 12 лютого 1956 в Клівленді, Огайо, в сім'ї баптистського священика.
Навчався в  університеті Огайо і Кентском державному університеті. Найбільш відомі фільми з його участю — «Поїздка до Америки» і «Ночі Гарлема», а також серіал «Китайський городовий».